# Wola Justowska

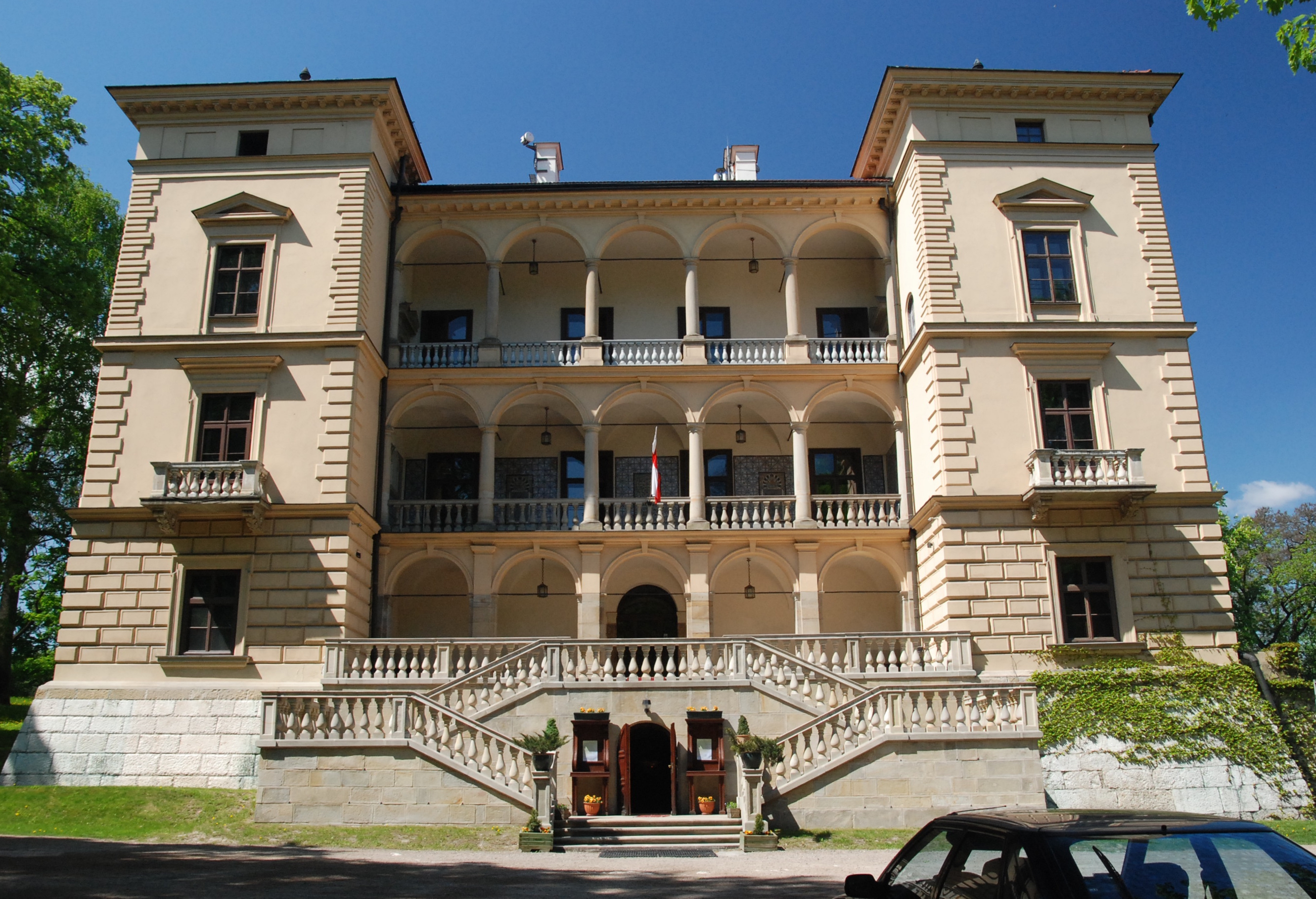
Willa Decjusza na Woli Justowskiej

Wola Justowska – obszar Krakowa wchodzący w skład Dzielnicy VII Zwierzyniec (przyłączony do Krakowa w 1941 roku), dawna wieś (do XVI wieku Wola Chełmska) ulokowana między Przegorzalską Przełęczą znajdującą się między Sikornikiem (297 m), Pustelnikiem (362 m n.p.m.) w Lesie Wolskim i Rudawą. Od wschodu graniczy ze Zwierzyńcem, od południa z Przegorzałami, zaś od zachodu z Chełmem. Główną oś komunikacyjną stanowi ulica Królowej Jadwigi.
Wola Justowska stanowiła własność Chełmskich, Kmitów. Około 1528 r. Wolę Chełmską kupił Justus Ludwik Decjusz, dyplomata, historyk, sekretarz Zygmunta I Starego, i od jego imienia przyjęła się pierwotna nazwa Wola Decjuszowa, a następnie Wola Justowska. W 1595 roku wieś Wola położona w powiecie proszowickim województwa krakowskiego była własnością kasztelana małogoskiego Sebastiana Lubomirskiego.
Według austriackiego spisu ludności z 1900 w 51 budynkach na Woli Justowskiej na obszarze 223 hektarów mieszkało 668 osób, z czego 607 (90,9%) było katolikami, 2 (0,3%) wyznawcami judaizmu, 10 (1,5%) grekokatolikami, a 49 (7,3%) innej religii lub wyznania, 484 (72,5%) było polsko-, 81 (12,1%) niemiecko-, 9 (1,3%) rusko-, a 94 (14,1%) innojęzycznymi.
Na terenie Woli Justowskiej znajduje się Park Decjusza, a w nim renesansowa Willa Decjusza. Wieś wielokrotnie zmieniała właścicieli. Ostatnimi byli pianistka i działaczka społeczna Marcelina z Radziwiłłów Czartoryska oraz jej mąż Aleksander. Ich syn Marceli rozpoczął pod koniec XIX wieku systematyczną parcelację majątku.
W 1870 r. powstała pierwsza szkoła na Woli Justowskiej. Odwiedza ją Teofil Lenartowicz, którego imię później otrzymuje.
W latach 1886–1887 wzniesiono strzelnicę garnizonową przy obecnej ulicy Królowej Jadwigi. Ćwiczyli tutaj nie tylko żołnierze austriaccy, ale i członkowie Związku Strzeleckiego.
Pod koniec XIX wieku przy obecnej ulicy Modrzewiowej 22 na Woli Justowskiej zbudowano koszary wojskowe na potrzeby austriackich oddziałów Twierdzy Kraków. Stacjonował tu głównie 100 pułk piechoty. W okresie międzywojennym w koszarach nazwanych imieniem Króla Władysława Jagiełły stacjonował batalion piechoty 3 Pułku Strzelców Podhalańskich. Od 15 sierpnia 1939 r. też pododdziały 10 Brygady Kawalerii. Od zakończenia II wojny światowej rozmieszczono tu oddziały LWP m.in. 6. Pomorskiej Dywizji Powietrznodesantowej. W 1991 r., po opuszczeniu terenu przez wojsko ulokowano tu Krakowskie Centrum Rehabilitacji.
Przy ul. Modrzewiowej 20 Zgromadzenie Córek Bożej Miłości zakupiło w 1912 r. sad owocowo-warzywny. Zbudowano tu klasztor, kościół i szpitalik, w którym pomoc otrzymywali wszyscy potrzebujący. Placówka otrzymała nazwę Dom pod wezwaniem Opatrzności Bożej (po łacinie: Villa Providentiae). Poszerzona o przedszkole i bursę studencką, działa ona nieprzerwanie do dziś.
W nocy z 28 na 29 lipca 1943 r. Niemcy dokonali pacyfikacji Woli Justowskiej. 21 osób rozstrzelano na miejscu, 3 zamordowano w obozach koncentracyjnych. Ofiary pochowano na cmentarzu na Salwatorze. Miejsce zbrodni upamiętnia pomnik.
W 1945 r. przy ul. Sosnowej powstał Zakład Produkcji Szczepionek, dziś pod nazwą Instytut Biotechnologii Surowic i Szczepionek BIOMED S.A.
W 1945 r. szkoła podstawowa (nosząca obecnie nr 72) przeniosła się do budynku kawiarni letniej i folwarku restauratora Jana Bisanza przy ul. Modrzewiowej. 
Po II wojnie światowej wzniesiono tajny obiekt wojskowy „Zielony Dół”, posiadający schron przeciwatomowy dla władz PZPR, województwa i Krakowa.
W 1949 r. z inicjatywy prof. Seweryna Udzieli powstało Muzeum Budownictwa Drewnianego „Skansen”. Pierwszym obiektem był drewniany kościół, przeniesiony z Komorowic, który w 1951 r. stał się kościołem parafialnym pw. NMP Królowej Polski. Spłonął on w wyniku podpalenia w nocy z 13 na 14 lipca 1978 r. Odbudowany pod kierunkiem inż. Janusza Gawora i ks. Stanisława Kolarskiego spłonął ponownie, też prawdopodobnie podpalony, w nocy z 5 na 6 kwietnia 2002 r. Kolejny, trzeci kościół wzniesiony na tym miejscu został oddany do użytku w 2020 r. 
Zabudowa Woli Justowskiej znajduje się na trasie Małopolskiego Szlaku Architektury Drewnianej.
Od lat 20. do 50. XX wieku funkcjonowały tutaj skocznie narciarskie.
W latach 1964–1965, rękoma mieszkańców Woli Justowskiej i żołnierzy z pobliskich koszar uporządkowano Park Decjusza. Zbudowano tu muszlę koncertową wraz z mini-amfiteatrem i kinem letnim „Muszla”. Obiekty były nieudane i działały krótko. W 1995 roku opuszczoną i dewastowaną muszlę koncertową wydzierżawił na stałą, autorską galerię rzeźbiarz Bronisław Chromy.